# Albert Pollard
Albert Frederick Pollard (16 décembre 1869 - 3 août 1948) est un historien britannique spécialisé dans la période Tudor. Il est l'un des fondateurs de l'Association historique en 1906 .

## Biographie
Pollard est né à Ryde sur l'île de Wight et fait ses études à la Portsmouth Grammar School, à la Felsted School et au Jesus College d'Oxford où il obtient une mention très bien en histoire moderne en 1891. Il devient rédacteur en chef adjoint et collaborateur du Dictionary of National Biography en 1893. Son principal poste universitaire est celui de professeur d'histoire constitutionnelle à l'University College de Londres, qu'il occupe de 1903 à 1931. Il est membre de la Commission royale sur les manuscrits historiques et fondateur de l'Association historique en 1906. Il édite History, de 1916 à 1922, et le Bulletin of the Institute of Historical Research, de 1923 à 1939. Il publie 500 articles dans le Dictionary of National Biography et de nombreux autres livres et articles concernant l'histoire. Plus tard dans sa carrière, il joue un rôle majeur dans l'établissement de l'histoire en tant que matière académique en Grande-Bretagne. The Evolution of Parliament l'un de ses manuels les plus reconnus est publié en 1920.
Albert Pollard étudie et écrit sur l'histoire des Tudors d'un point de vue politique. Ses livres clés sont Henry VIII (1905) et The History of England from the Accession of Edward VI to the Death of Elizabeth, 1547–1603 (1910). Dans ce dernier, il conclut de manière célèbre que "la stérilité est la note concluante du règne de Marie"; cette affirmation est contestée par les historiens révisionnistes ces dernières années qui dépeignent Marie d'une manière beaucoup plus favorable. Certaines des spéculations de Pollard sont aujourd'hui généralement discréditées par l'école révisionniste de l'histoire dirigée par des universitaires tels que Christopher Haigh. Par exemple, il avance la thèse selon laquelle la politique étrangère anglaise de 1514 à 1529 est motivée par le désir de Thomas Wolsey de devenir pape. Pollard est identifié à l'école d'histoire Whig, avec son élève, J. E. Neale. Ils considèrent Henri VIII comme un réformateur vigoureux qui conduit l'Angleterre hors des voies médiévales obscures et dans le monde moderne.
Pollard milite au Parti libéral et se présente comme candidat libéral pour l'Université de Londres aux élections générales de 1922, 1923 et 1924.
À la retraite, Pollard vit à Milford on Sea dans le Hampshire. Il est le père du bibliographe et libraire Graham Pollard (en) et le beau-père de la pionnière communiste et militante des droits des femmes Kay Beauchamp.